# Kherqa Sharif
Kherqa Sharif ( pachto : خرقه شريفه le sanctuaire du manteau) est un sanctuaire islamique situé dans l'actuelle ville de Kandahar, en Afghanistan.
Le sanctuaire a acquis en notoriété dans la littérature pendant la deuxième guerre anglo-afghane, lorsque l'armée indienne britannique tentait de gagner en influence en Afghanistan.
Le sanctuaire abrite un manteau (parfois décrit comme une cape), considéré comme le manteau de Mahomet, tel que porté par le prophète de l'Islam lors du voyage nocturne de l'année 621, selon la tradition musulmane.

## Manteau de Mahomet
Ce vêtement a été placé à Kherqa Sharif lorsqu'il a été offert par le souverain afghan Ahmed Shah Durrani (1722-1772), père de l'Afghanistan moderne et fondateur de l'empire Durrani. L'objet sacré musulman lui-même avait été donné à Ahmed Shah Durrani par l'émir de Boukhara vers 1768. Le manteau aurait été porté par le prophète Mahomet lors de l'Isra et Mi'raj, ou Voyage nocturne, qui aurait eu lieu selon la tradition musulmane en l'an 621,,,. C'est l'une des reliques les plus vénérées du monde musulman.
Le manteau est très rarement visible. Il a été sorti à l'occasion d'une épidémie de choléra en 1935.
En 1996, Le Mollah Omar, chef des Talibans, qui contrôlent alors l'Afghanistan, sort le manteau dans l'objectif d'asseoir son autorité de commandeur des croyants, mais, contrairement à une rumeur tenace, ne le porte pas (la pièce a beaucoup rétréci avec le temps). C'est l'un des seuls objets apparentés à une relique, sinon l'unique, auquel les talibans accordent une importance religieuse à cette époque, selon l'archéologue allemand Reinhard Bernbeck.

## Mosquée du vendredi
Le sanctuaire est rattaché à une mosquée. La conception de la mosquée suit de nombreux principes de l'architecture islamique et des coutumes locales, l'intérieur étant décoré et sculpté en marbre vert provenant de la province d'Helmand, en Afghanistan. La mosquée a également une cour et une pierre tombale situées dans le sanctuaire. Les murs du sanctuaire sont décorés de sculptures, relativement répandues dans de nombreuses mosquées. Les sculptures de cette mosquée représentent des arbres et d'autres feuillages, et les motifs sont uniques à chaque mur,.

## Tombeau d'Ahmed Shah Durrani

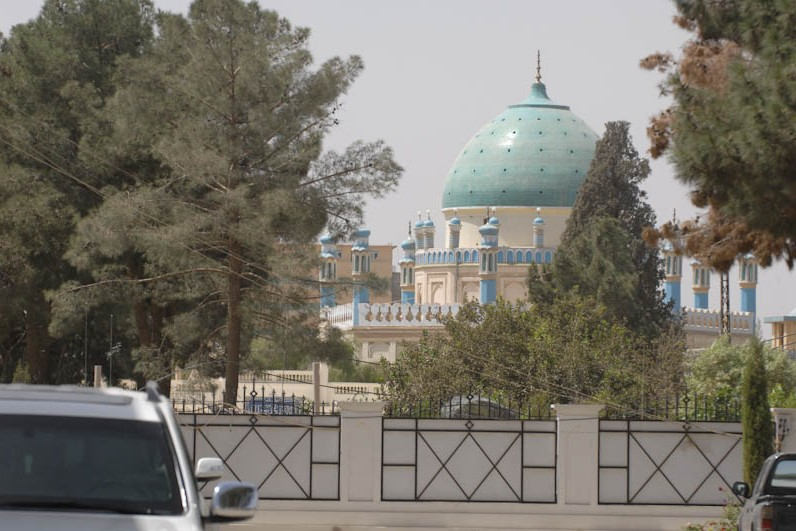
Tombe d'Ahmad Shah Durrani à côté du Kherqa Sharif

À côté du sanctuaire de Kherqa Sharif se trouve le tombeau d'Ahmad Shah Durrani, le fondateur de l'empire Durrani,.